# Pedra Branca (Ceará)
Pedra Branca is een gemeente in de Braziliaanse deelstaat Ceará. De gemeente telt 42.152 inwoners (schatting 2009).

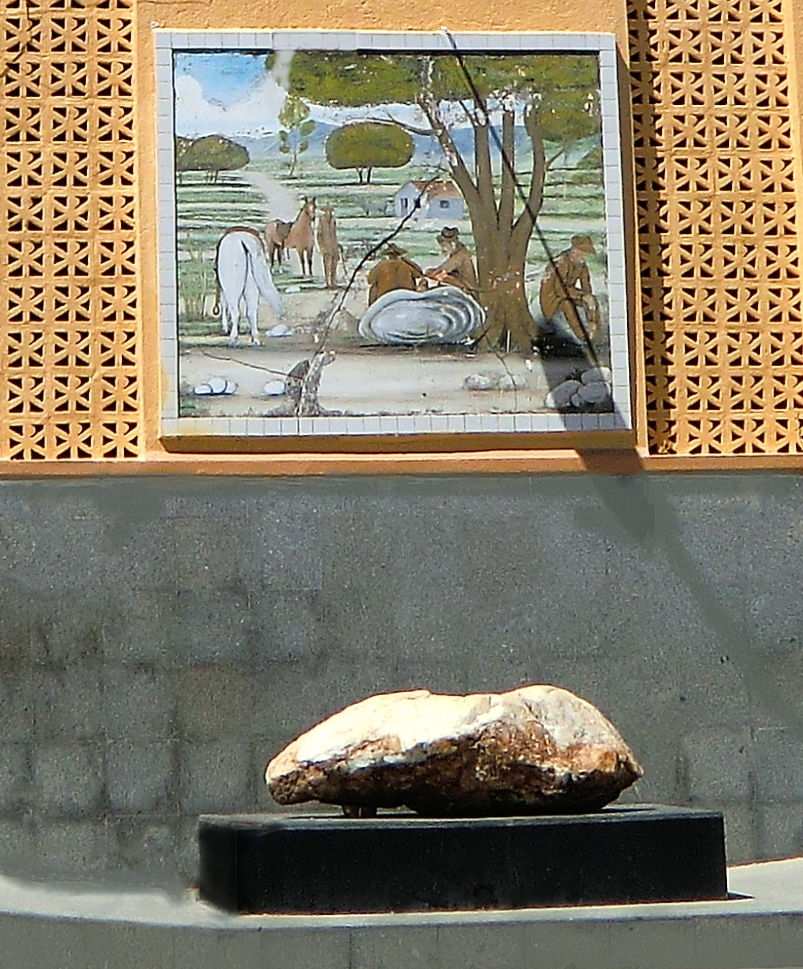
De witte steen "Pedra Branca", de naamgever van de stad